# Dryadaula rhombifera
Dryadaula rhombifera är en fjärilsart som beskrevs av Edward Meyrick 1917. Dryadaula rhombifera ingår i släktet Dryadaula och familjen äkta malar.
Artens utbredningsområde är Guyana. Inga underarter finns listade i Catalogue of Life.